# 디트로이트의 몰락

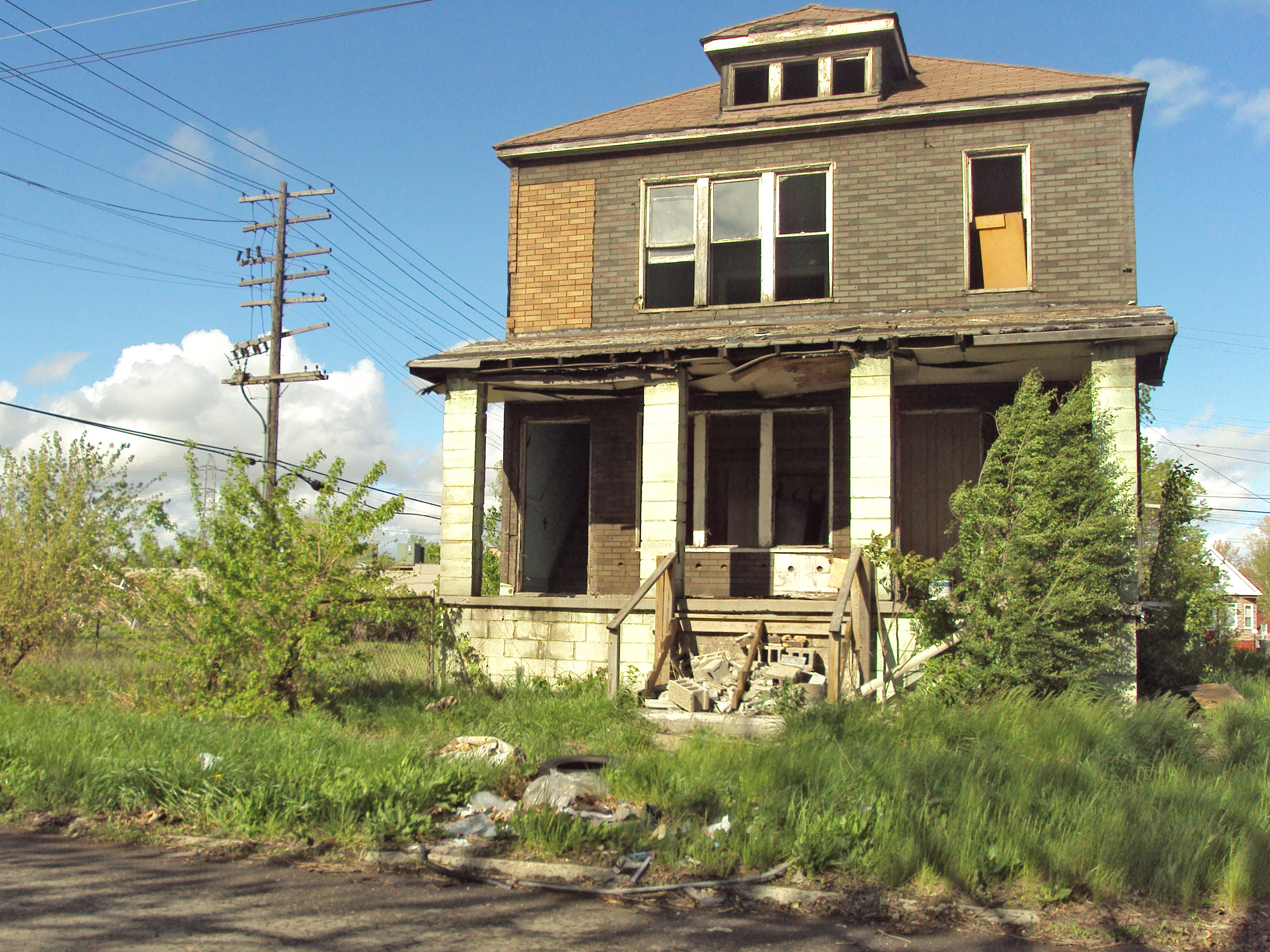
델레이의 버려진 집.

미국 미시간주 디트로이트 시는 최근 수십 년에 걸쳐 엄청난 경제적 쇠퇴와 인구 감소를 맞고 있다. 1950년 1,850,000 명이었던 인구는 2013년 701,000 명으로 떨어졌다. 도시의 주력 산업이었던 자동자 산업은 세계적인 경쟁자들의 등장으로 퇴락했다. 범죄 발생률은 미국 전체에서 최고 수준이고, 도시의 많은 지역이 도심 황폐화를 겪고 있다. 2013년 디트로이트 시정부는 미국 역사상 최대규모의 지자체 파산을 선언했다. 파산 상황은 2014년 12월 10일에 끝났으나, 디트로이트의 빈곤과 범죄, 그로 인한 도시문제들은 아직까지도 현재진행형이다.